# 3型糖尿病
3型糖尿病（Type 3 diabetes、Type 3 diabetes mellitus，醫學縮寫T3D、T3DM），為一種非正式慢性代謝疾病形容詞，於2016年提出，描述因罹患1型糖尿病或2型糖尿病慢性代謝疾病之後可能罹患阿爾茨海默病身心疾病的可能性。

## 備註
1. ↑  . 2017年5月. PMID 27567931. doi:10.1016/j.bbadis.2016.08.018.
2. ↑  . 2015年7月. PMID 26132277. doi:10.1111/nyas.12807.
3. ↑  . 2014年3月. PMID 24059323. doi:10.2174/18715273113126660135.